# Trnje – satiričko-humoristički tjednik
Trnje – satiričko-humoristički tjednik, bile su tjedni humoristično-satirični list koji je izlazio u Gradu Vukovaru između 10. listopada i 25. prosinca 1920. godine. Bile su prve humoristično-satirične novine koje su izlazile u gradu Vukovaru.

## Povijest
Trnje – satiričko-humoristički tjednik, izdavala je Mjesna organizacija Komunističke partije Jugoslavije u Vukovaru, radi promidžbe i diskvalifikacije političkih protivnika. Odražavao je stajalište Komunističke partije pa su njegovi humoristični prilozi bili usmjereni na podbadanje političkih protivnika. Uredništvo lista bilo je u Radničkome domu u Vukovaru.
Izlazio je svake nedjelje ujutro »donašajući šaljive aktuelne stvari kako iz Vukovara i okolice,
tako i iz cijele naše lijepe Jugoslavije«. Kao vlasnik i odgovorni urednik potpisan je Pavao Šteininger. ↓1 Izašlo je 12 brojeva a u daljnjem izlaženju spriječila ih je Obznana.